# Maarn
Ne doit pas être confondu avec De Marne.
Maarn est un village néerlandais situé dans la commune d'Utrechtse Heuvelrug, en province d'Utrecht. Le 1er janvier 2021, le village compte 4 765 habitants.

## Histoire
La commune de Maarn est indépendante jusqu'au 1er janvier 2006. Elle couvre également le village de Maarsbergen.
À cette date, elle fusionne avec les communes voisines de Doorn, Leersum, Driebergen-Rijsenburg et Amerongen pour former la nouvelle commune d'Utrechtse Heuvelrug.

## Transports
Le village se trouve sur la ligne ferroviaire d'Amsterdam à Emmerich am Rhein (Allemagne) via Utrecht et Arnhem. La gare de Maarn est desservie par les services régionaux (Sprinter) de Nederlandse Spoorwegen (NS).

## Galerie

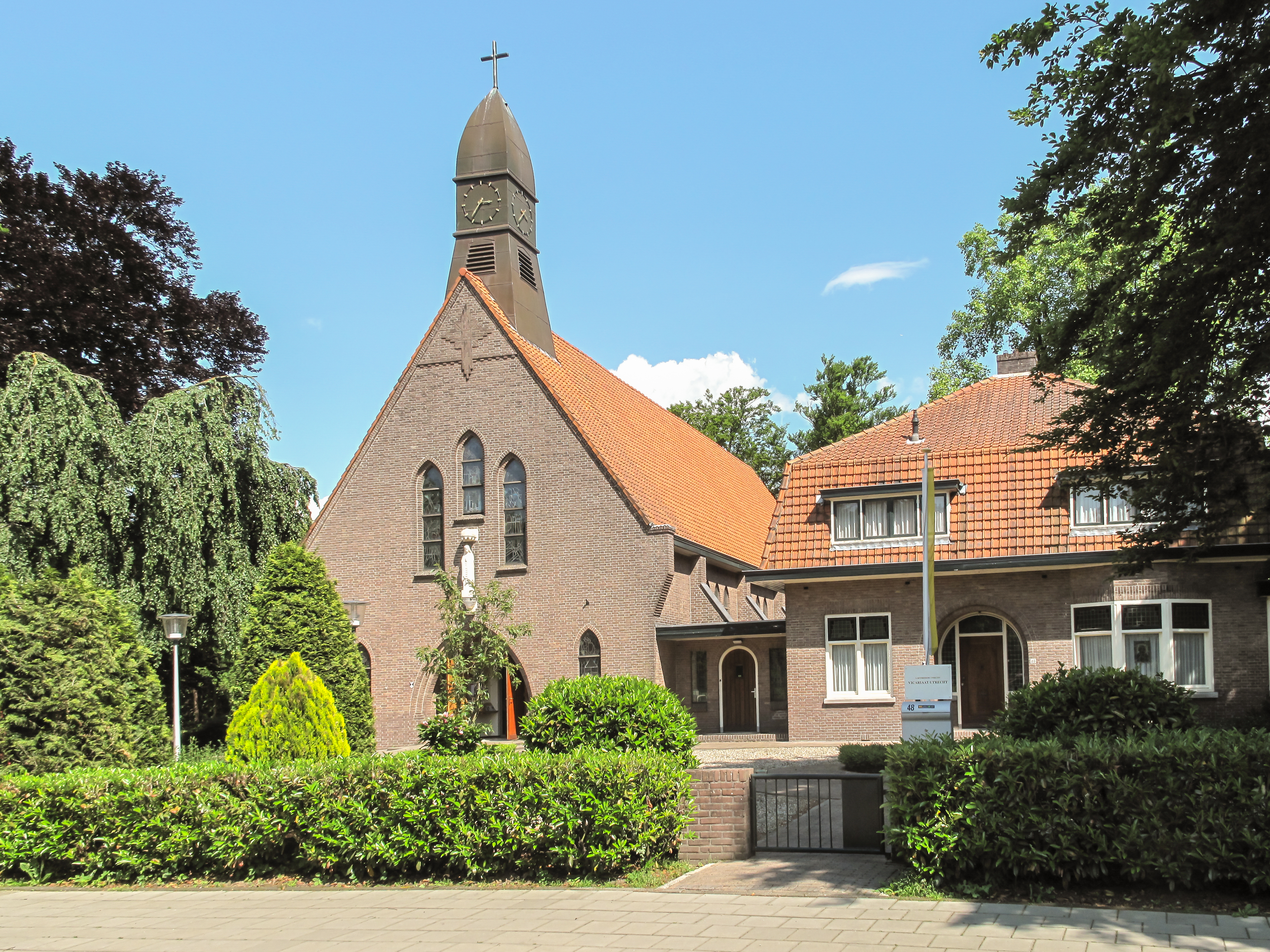
Maarn, église : Sint Theresiaker.
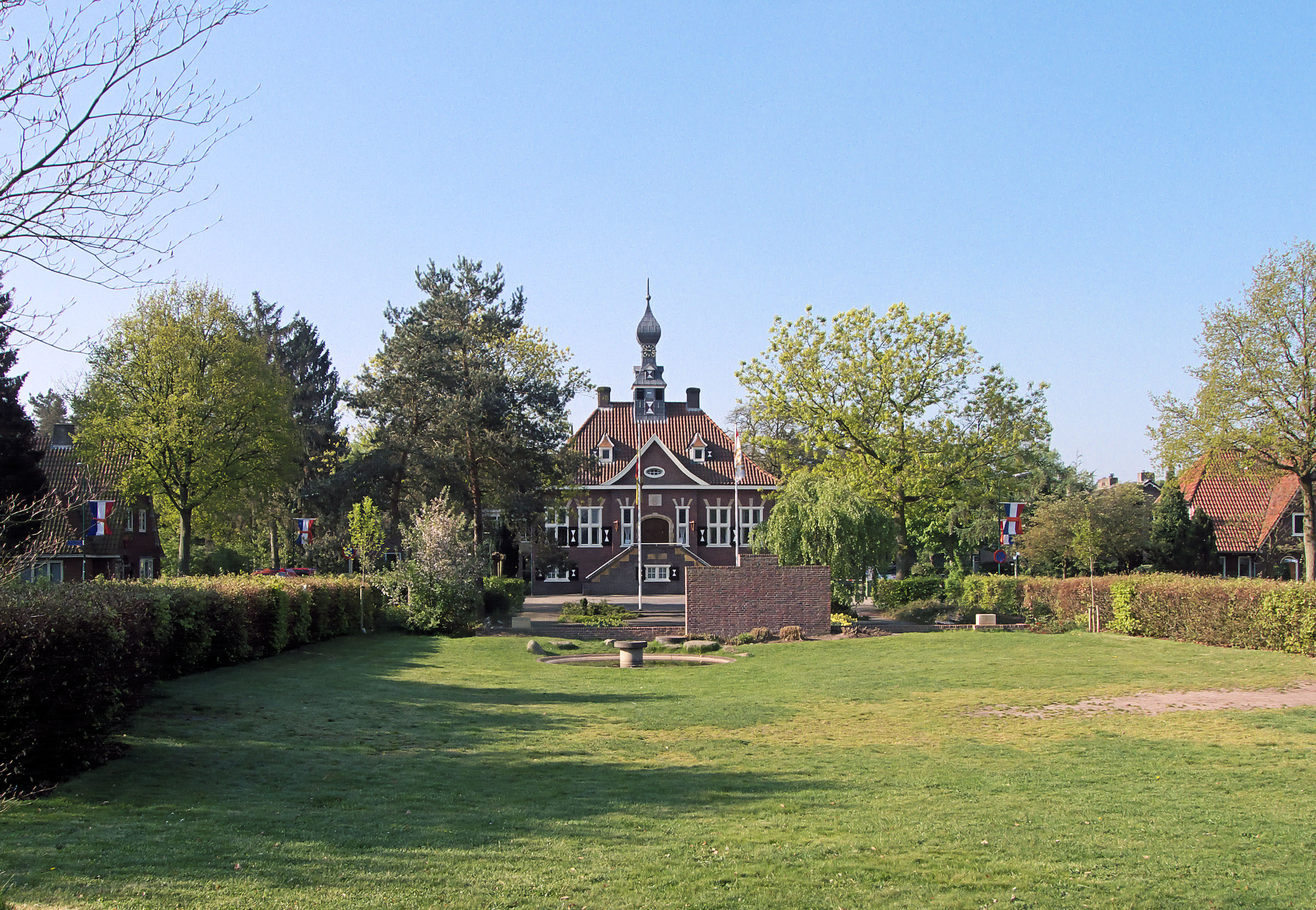
Ancien hôtel de ville.
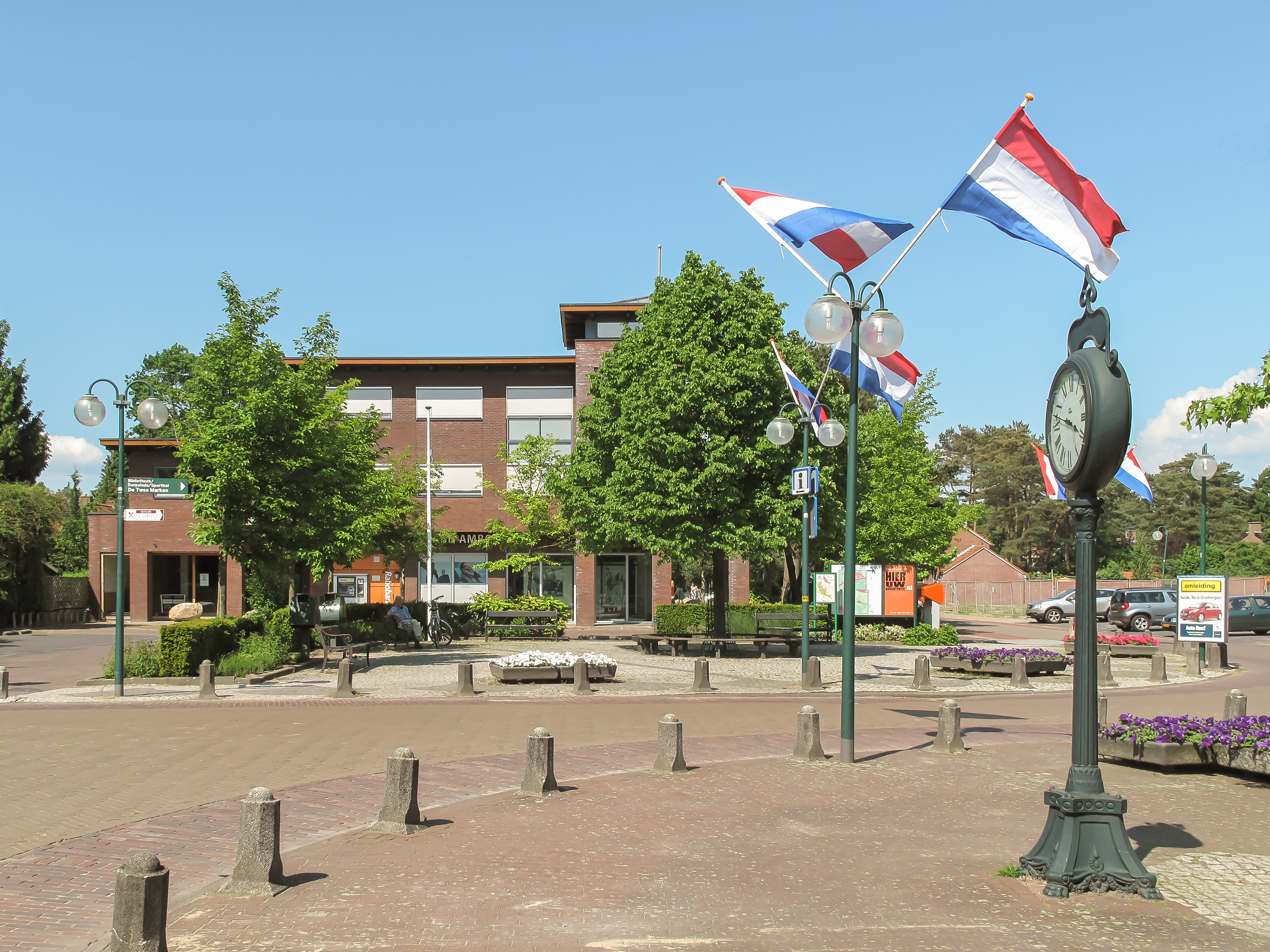
Maarn, vue sur la rue : 5 mei-plein.